# Юрій Дідушицький (каштелян)
Юрій Дідушицький (1575 — 10 травня 1641) — шляхтич, урядник та військовик Королівства Польського. Швагро Костянтина Корнякта.

## Життєпис
Походив із заможного шляхетського роду Дідушицьких гербу Сас. Батько — Вацлав, мати — дружина батька Софія Ощевська. Брав участь у багатьох боях з татарами, козаками (зокрема, у придушенні повстання Наливайка 1595 року), волохами. У 1621-34 роках завжди з'являвся з власним почтом на «пописах» шляхти у Судовій Вишні поблизу Львова. Захищав сина швагра Костянтина-молодшого з Білобок під час його конфлікту та ув'язнення Станіславом «Дияволом» Стадницьким.
Крім дідичного Соколова, посідав села: Великі Дідушичі, Лани, Туже, Угільня, Сильчів, Слобода, Семилів, частина Баличів Подорожніх (тепер село Подорожнє, Стрийський район).
З 1604 до 1635 року Дідушицький обіймав посаду Любачівського каштеляна. Був похований у родовому гробівці у крипті домініканського костелу Божого Тіла у Львові. Згідно з Старовольським та Окольським, існував його надгробок з епітафією.

## Родина
Дружина — Зофія Яксманицька. Діти:
- Самійло — канонік львівський
- Олександр — любачівський каштелян, дружина — Анна Чурило
- Єлизавета
- Анна
- Софія-Констанція.